# صنعت سیمان ایران
آثار تاریخی به جای مانده از دوران هخامنشیان و آتشکده‌های زمان ساسانی همگی حاکی از این مطلب است که ایرانیان باستان از بیش از سی قرن پیش آهک و ملاتهای آبی را می‌شناخته‌اند و از آنها در ساخت و ساز بناها استفاده می‌کرده‌اند. آثار باستانی شهر شوش که از زمان ایلامی‌ها بجا مانده و آثار باستانی اصفهان در دوران صفویه (نظیر سی و سه پل، پل خواجو و…) همگی حاکی از این مطلب است که در پی سازی آنها از ملات آهک و شفته آهکی استفاده شده‌است. در تخت جمشید در کف کاخ هخامنشیان آثاری از یک بتن سخت و سرخ رنگ دیده شده که کاوشگران نمونه آنرا از اختلاط نسبت معینی از آهک و آب و گرد آجر بازسازی کرده‌اند. به عقیده محققین این ملات که به همین نام ملات سرخ مرسوم بوده، از ایران به هند و از آنجا به کشورهای اروپایی و کتب علمی‌راه یافته‌است.
نکته قابل توجه این که در بنادر جنوبی ایران به خصوص بندر خمیر از قدیم ساخت ملاتی بنام ساروج رواج داشته که هنوز هم از آن استفاده می‌شود. در این مناطق از نوعی معدن خاک بنام گِل آهک که مخلوط خاک رس و سنگ آهک است برداشت کرده و خمیری می‌سازند و سپس خمیر را به خشت تبدیل کرده و در کوره می‌پزند، محصول پخته شده را پس از سرد کردن کوبیده و نرم می‌کنند و گرد الک شده و نرم آنرا ساروج می‌نامند. ملات این فراوردهٔ مخصوص در مناطق مرطوب جنوبی برای ساخت ابنیه دریایی و کف و دیواره آبگیرها مقاومت قابل توجهی دارد.

## دوره مدرن
نخستین گام برای راه‌اندازی صنعت سیمان را در ایران، علی‌قلی خان سپاهی دنبلی ملقب به مهندس‌الدوله برداشت که در سال ۱۲۹۲ خورشیدی از پلی‌تکنیک زوریخ فارغ‌التحصیل شده بود. او در سال ۱۲۹۵ خورشیدی قراردادى برای کسب امتیاز انحصارى ساخت کارخانه سیمان با وزارت فوائد عامه بست اما چون مجلس شورای ملی تا پنج سال بعد به دلیل شرایط جنگی تعطیل بود و امتیازهای انحصاری باید به تصویب مجلس می‌رسید، این قرارداد به اجرا درنیامد. پس از بازگشایی مجلس نیز، متقاضی بیشتر و اعتقاد بر این شده بود که امتیازی داده نشود و به جای انحصار، همه آزاد باشند کارخانه سیمان بزنند. متقاضیان دیگری که برای بستن قرارداد ساخت کارخانه سیمان با دولت گام پیش نهادند، به ترتیب الکساندر طومانیانس سرمایه‌دار ارمنی، شرکت ایران و آلمان، حاج رحیم اتحادیه سرمایه‌دار ایرانی و شرکت وانگهو بودند. مهندس‌الدوله چون با دولت قرارداد داشت، دستگاههایی برای ساخت کارخانه‌ وارد کرد اما چون اطمینان نداشت که آخر کارش چیست، شروع به ساخت کارخانه نکرد.
در آن زمان، سیمان ایران از روسیه تأمین و از باکو وارد کشور می شد. بهای هر خروار سیمان پنجاه تومان بود اما مهندس‌الدوله وعده داده بود که هر خروار سیمان را با بهای تمام شده خرواری سه تومان عرضه کند. 
از آغاز قرن چهاردهم خورشیدی رویکرد جدیدی به سوی توسعه اقتصادی و مدرن سازی کشور مد نظر قرار گرفت و به تبع آن طرح‌های بسیاری از قبیل خطوط راه‌آهن، سدها، جاده‌ها، اماکن آموزشی و عمومی متعددی در دستورکار قرارگرفت. ساخت تأسیسات و ساختمان‌های جدید، استفاده از مصالح جدید را نیز در سرلوحه برنامه‌های توسعه‌ای قرار می‌داد که بالطبع سیمان یکی از مهم‌ترین این مصالح بود. رشد واردات سیمان به حدی بود که در سال ۱۳۱۴ ایران چهارمین کشور وارد کنندهٔ سیمان جهان به‌شمار می‌رفت. توجه به این نکته که ایران در منطقه‌ای واقع شده که سلسله کوه‌های آهکی آن را احاطه نموده‌است، اندیشه ساخت کارخانه سیمان را پدیدار ساخت. در سال ۱۳۰۷ مطالعات لازم برای ایجاد اولین کارخانهٔ سیمان آغاز گردید و در روز ۸ دی‌ماه ۱۳۱۲ اولین کورهٔ سیمان ایران با ظرفیت ۱۰۰ تن در روز در «شرکت سیمان ری» به بهره‌برداری رسید. رشد بالای مصرف سیمان و سودآوری بالای تولید آن توجه زیادی را برای ساخت واحدهای دیگر تولید سیمان جلب نمود، به‌گونه‌ای که احداث کارخانه‌های سیمان بخشی از سرفصل‌های برنامه‌های اول، دوم و سوم توسعه قبل از انقلاب بود. در برنامه‌های عمرانی پیش‌بینی‌هایی با هدف تشریک مساعی بین دولت و بخش خصوصی جهت گسترش هرچه بیشتر صنعت سیمان صورت گرفت. اهداف هر یک از این برنامه‌ها توسط دولت تعیین شده بود و بخش خصوصی به عنوان سرمایه‌گذار عمل می‌نمود؛ بنابراین بیشتر سرمایه‌گذاری در صنعت سیمان توسط بخش خصوصی تأمین گردید.